# Northern Samar

Prowincja Northern Samar na mapie Filipin

Northern Samar (fil. Hilagang Samar) – prowincja na Filipinach w regionie Eastern Visayas, położona w północnej części wyspy Samar.
Od wschodu granicę wyznacza Morze Filipińskie, od północy poprzez Cieśninę San Bernardino graniczy z prowincją Sorsogon na wyspie Luzon, od zachodu granicę wyznacza Morze Samar, od południa graniczy z prowincjami Samar i Eastern Samar.
Powierzchnia: 3692,9 km². Liczba ludności: 589 013 mieszkańców (2010). Gęstość zaludnienia wynosi 148,9 mieszk./km². Stolicą prowincji jest Catarman.